# Základní škola Úprkova
Základní škola Úprkova je základní škola sídlící v Hradci Králové v ulici Úprkova 1.
Škola je pojmenována podle Joži Uprky. Byla založena roku 1905. Od 1. ledna 2004 se stala další součástí základní školy i mateřská škola s alternativním programem Montessori. Ve školním roce 2011/2012 získala ZŠ Úprkova titul Ekoškola. Od roku 2015 je součástí školy i MŠ Holubova, která sídlí v areálu školní zahrady. V roce 2016 oslavila škola 111 let své existence, a tak proběhl 17. září 2016 k oslavě tohoto výročí den otevřených dveří.
V létě roku 2022 začala modernizace jednoho z pavilonů školy, která zvýšením budovy o jedno patro umožní výstavbu odborných učeben.